# Farforth
Farforth – wieś w Anglii, w Lincolnshire. Leży 34,7 km od Lincoln i 196,9 km od Londynu. W latach 1870–1872 osada liczyła 103 mieszkańców. Farforth jest wspomniana w Domesday Book (1086) jako Farforde.